# Teenage Solution/토닥토닥 해줬으면 좋겠어/비트의 행성
《Teenage Solution/토닥토닥 해줬으면 좋겠어/비트의 행성》(Teenage Solution/よしよししてほしいの/ビートの惑星 틴에이지솔루션/요시시데호시이노/비트노와쿠세이[*])는 2021년 12월 8일 발매된 모닝구무스메'21의 일흔 번째 싱글이다.

## 개요
- 사토 마사키 마지막 참가 싱글
- 초회한정반 A, B, C, SP1, SP2, 통상반 A, B, C의 8 형태로 발매.
- 초회한정반 A, B, C, SP1, SP2에는 Blu-ray Disc가 같이 수록되고 있다.
- 모든 초회한정반에는 이벤트 추첨 일련 번호 카드가 봉입되고 있다.
- 초회한정반 SP2에 대해서 제작상의 사정으로 발매를 연기하는 것이 11월 25일로, 발매일을 12월 22일로 변경한다고 12월 8일에 각각 발표되었다.
- 발매 당초에는 「女子かしまし物語 (モーニング娘。'21 Ver.)」만 착신으로 판매를 하지 않았는데, 12월 14일부터 착신의 발매를 개시.
- 토다토닥 해줬으면 좋겠어 어원 및 의미 토닥이로 부터 파생

## 수록곡

### CD
초회한정반 A, B, C, SP2, 통상반
1. Teenage Solution
작사, 작곡 : 층쿠 / 편곡 : 히라타 쇼이치로
2. よしよししてほしいの
작사, 작곡 : 층쿠 / 편곡 : 오쿠보 카오루
3. ビートの惑星
작사 : 코다마 아메코 / 작곡 : Erik Lidbom, miwaflower/ 편곡 : Erik Lidbom
4. Teenage Solution (Instrumental)
5. よしよししてほしいの (Instrumental)
6. ビートの惑星 (Instrumental)

초회한정반 SP1
1. Teenage Solution
2. よしよししてほしいの
3. ビートの惑星
4. 女子かしまし物語 (モーニング娘。'21 Ver.)
작사, 작곡 : 층쿠 / 편곡 : 스즈키Daichi히데유키
5. Teenage Solution (Instrumental)
6. よしよししてほしいの (Instrumental)
7. ビートの惑星 (Instrumental)
8. 女子かしまし物語 (モーニング娘。'21 Ver.) (Instrumental)

### Blu-ray Disc
초회한정반 A
1. Teenage Solution (Music Video)
2. Teenage Solution (Dance Shot ver.)
3. Teenage Solution (메이킹 영상)

초회한정반 B
1. よしよししてほしいの (Music Video)
2. よしよししてほしいの (Dance Shot ver.)
3. よしよししてほしいの (메이킹 영상)

초회한정반 C
1. ビートの惑星 (Close-up Ver.)
2. Teenage Solution (feat. 사토 마사키 Ver.)
3. よしよししてほしいの (feat. 사토 마사키 Ver.)

## 차트
- 일간최고순위 2위 (오리콘 차트)
- 주간최고순위 2위 (오리콘 차트)